# Sumberejo (Wadaslintang)
Sumberejo is een bestuurslaag in het regentschap Wonosobo van de provincie Midden-Java, Indonesië. Sumberejo telt 1511 inwoners (volkstelling 2010).